# گاروستون
گاروستون (به انگلیسی: Garvestone) یک روستا و محله مدنی در بریتانیا است که در Breckland District واقع شده‌است. گاروستون ۱۴٫۵۲ کیلومتر مربع مساحت و ۶۶۰ نفر جمعیت دارد.